# Josephine Henning
Pour les articles homonymes, voir Henning.
Josephine Henning est une footballeuse internationale allemande née le 8 septembre 1989 à Trèves. Elle joue au poste de défenseur à Arsenal FC.

## Carrière
Le 12 juin 2014 elle signe en faveur du Paris Saint-Germain. Elle résilie son contrat début d'année 2016.

## Palmarès
- Championnat d'Europe : 2013
- Championnat d'Allemagne : 2010, 2011, 2012 et 2013
- Coupe d'Allemagne : 2013
- Ligue des champions féminine de l'UEFA : 2010, 2013, 2014 et 2017
- Coupe d'Angleterre en 2016
- Championnat de France en 2017
- Coupe de France en 2017